# Platycypha amboniensis
Platycypha amboniensis là một loài chuồn chuồn kim thuộc họ Chlorocyphidae. Đây là loài đặc hữu của Kenya. Môi trường sống tự nhiên của chúng là vùng núi ẩm nhiệt đới hoặc cận nhiệt đới và sông ngòi. Chúng hiện đang bị đe dọa vì mất môi trường sống.